# Lassa virus
El Lassa Virus (LASV) és un arenavirus que causa la Febre de Lassa, un tipus de Febre hemorrágica viral (VHF), en humans i primats. El virus Lassa és un virus emergent i un agent selecte (agent biològic), requerint un Nivell 4 de bioseguretat. És endèmic en països de l'oest d'Àfrica, especialment Sierra Leone, la República de Guinea, Nigèria, i Libèria, on la incidència anual d'infecció és d'entre 300,000 i 500,000 casos, resultant en 5,000 morts per any.
Descobriments recents dins de la regió del Riu Mano a Àfrica de l'oest ha estès la zona endèmica entre les dues regions endèmiques conegudes del Lassa, indicant que el LASV està àmpliament disseminat de llarg a llarg de la ecozona de la sabana  tropical boscosa de l'Àfrica de l'oest. Actualment, no hi ha cap vacuna aprovada contra la febre de Lassa per a ús en humans.

## Variants
Fins avui es coneixen quatre subtipus serològics del virus Lassa:
- Tipus Nigèria
- Tipus Sierra Leone
- Tipus Libèria
- Tipus República Centreafricana